# Rodolfo Braceli
Rodolfo Braceli (Luján de Cuyo, provincia de Mendoza, 13 de octubre de 1940) es un poeta,  ensayista, novelista, dramaturgo, cineasta y periodista argentino. Actualmente vive y trabaja en Buenos Aires desde el año 1970.

## Biografía

### Carrera literaria
Durante el clima de represión dado en la época del Proceso de Reorganización Nacional, sus obras estuvieron amenazadas por la censura y la primera edición de su primer libro de poesía Pautas Eneras fue prohibida y quemada. Se habían editado trescientos ejemplares, pero el escritor sólo pudo hacerse con la cantidad de setenta ejemplares de la Imprenta Oficial. Al caer Frondizi, la provincia estaba intervenida y tenía un gobierno de facto. Luego, esa edición fue a parar al despacho del Gobierno. 
Algunas de sus obras son texto de estudio en escuelas de periodismo, talleres de teatro y en universidades argentinas y de los Estados Unidos, ya que fueron traducidas a diversos idiomas.
Dicta el seminario "Del periodismo a la literatura".

## Obra
Su producción literaria es muy variada. 

### Biografías
- Fontanarrosa, entregáte / Y vos también, Boogie. Y usted también, don Inodoro (1992)
- Julio Bocca  / Yo, príncipe y mendigo (1995)
- Mercedes Sosa / La Negra (2003). Segunda edición, 2010 Traducción al italiano (Giulio Perrone Editore) y al polaco (Pròszynski S-Ka).

### Teatro
- Federico García viene a nacer(1986)
- Y ahora, la resucitada de la violenta Violeta (1991)
- El novio de la memoria / Una resurrección de Cabezas (2000)
- La Misa Humana (1998)
- Tejada Gómez viene a nacer (2006)
- Vincent, te espero desnuda al final del libro (2007)

### Novelas
- Padres nuestros que están en los cielos / borgesperón (1994)

### Cuentos
- Perfume de gol, dos ediciones, Editorial Planeta, 2009 y 2010.

### Ensayos
- Fuera de contexto (con Oliverio Girondo, Henry Miller, Juan Rulfo y entre Kafka y Van Gogh) (1991)
- Don San Martín, ¿a usted qué le parece? (1992)
- Don Borges, saque su cuchillo porque he venido a matarlo (1979 y 1998)
- De fútbol somos  (2001)
- Caras, caritas y caretas (1996 y 1997)
- Borges-Bioy / Confesiones, confesiones (1997 y 1998)
- Madre argentina hay una sola (1999)
- Argentinos en la cornisa (2001)
- En qué creen los que SÍ creen (2001)
- Escritores descalzos (2010)

### Poesía
- Pautas eneras (Primera edición, prohibida y quemada, Junio de 1962; segunda edición, Diciembre de 1962).
- El último padre (1974, 1978 y 2004)
- La conversación de los cuerpos (1982)
- Cuerpos abraSados (1984)
- Vincent, te espero desnuda al final del libro

## Honores

### Algunos premios y distinciones
- Como periodista, obtuvo el premio “Pléyade” (por su entrevista a Gabriel García Márquez, 1996). Y “Al maestro”, premio TEA (1996).
- Como dramaturgo, ganó el Primer Premio Municipal de Teatro (Buenos Aires, 1991-1992), por su libro “Y ahora, la resucitada de la violenta Violeta” (escenificado con el título de “Violeta viene a nacer”).
- Por su trayectoria como escritor y periodista, en el 2001 fue declarado Ciudadano Ilustre de Mendoza; y en el 2003 Ciudadano Ilustre de Luján de Cuyo, su lugar natal.